# دونالدسون (أركنساس)
دونالدسون (بالإنجليزية: Donaldson, Arkansas)‏ هي بلدة أمريكية تقع في الولايات المتحدة في مقاطعة هوت سبرينغ، أركنسو. يقدر عدد سكانها بـ 409 نسمة ومساحتها 1.7 كم2 وترتفع عن سطح البحر 70 متر.

## التركيبة السكانية
حدّد مكتب تعداد الولايات المتحدة بيانات التركيبة السكانية لدونالدسون في تعداد الولايات المتحدة. في ما يلي، التركيبة السكانية حسب تعدادي 2000 و2010.

### تعداد عام 2000
بلغ عدد سكان دونالدسون 326 نسمة بحسب تعداد عام 2000، وبلغ عدد الأسر 130 أسرة وعدد العائلات 94 عائلة مقيمة في البلدة. في حين سجلت الكثافة السكانية 213.1 نسمة لكل كيلومتر مربع (551.9/ميل2). وبلغ عدد الوحدات السكنية 143 وحدة بمتوسط كثافة قدره 93.5 لكل كيلومتر مربع (242.2/ميل2).
وتوزع التركيب العرقي للبلدة بنسبة 97.85% من البيض و0.61% من الأمريكيين الأصليين و1.53% من عرقين مختلطين أو أكثر و0.61% من الهسبانيون أو اللاتينيون من أي عرق.
بلغ عدد الأسر 130 أسرة كانت نسبة 36.9% منها لديها أطفال تحت سن الثامنة عشر تعيش معهم، وبلغت نسبة الأزواج القاطنين مع بعضهم البعض 56.9% من أصل المجموع الكلي للأسر، ونسبة 11.5% من الأسر كان لديها معيلات من الإناث دون وجود شريك،  بينما كانت نسبة 3.8% من الأسر لديها معيلون من الذكور دون وجود شريكة وكانت نسبة 27.7% من غير العائلات. تألفت نسبة 25.4% من أصل جميع الأسر من عدة أفراد يعيشون في نفس المنزل ونسبة 16.9% كانت تتألف من شخص يعيش بمفرده يبلغ من العمر 65 عاماً أو أكثر. وبلغ متوسط حجم الأسرة المعيشية 2.51، أما متوسط حجم العائلات فبلغ 3.01.
بلغ العمر الوسطي للسكان 36.5 عاماً. وكانت نسبة 26.7% من القاطنين تحت سن الثامنة عشر، وكانت نسبة 8.6% بين الثامنة عشر والرابعة والعشرين عاماً، ونسبة 25.2% كانت واقعةً في الفئة العمرية ما بين الخامسة والعشرين والرابعة والأربعين عاماً، ونسبة 24.5% كانت ما بين الخامسة والأربعين والرابعة والستين، ونسبة 15% كانت ضمن فئة الخامسة والستين عاماً فما فوق. يوجد لكل 100 أنثى 97.6 ذكر، ويوجد لكل 100 أنثى في الثامنة عشر من عمرها فما فوق 100.8 ذكر.
بلغ متوسط دخل الأسرة في البلدة 22,813 دولارًا، أما متوسط دخل العائلة فبلغ 28,500 دولارًا. وكان متوسط دخل الذكور 29,250 دولارًا مقابل 20,500 دولارًا للإناث. وسجل دخل الفرد الخاص بالبلدة 13,307 دولارًا. وكانت نسبة 15% من العائلات ونسبة 17.1% من السكان تحت خط الفقر، وكان من هؤلاء نسبة 25.3% تحت سن الثامنة عشر ونسبة 10.7% في الخامسة والستين من العمر وما فوق.

### تعداد عام 2010
بلغ عدد سكان دونالدسون 301 نسمة بحسب تعداد عام 2010، وبلغ عدد الأسر 128 أسرة وعدد العائلات 85 عائلة مقيمة في البلدة. في حين سجلت الكثافة السكانية 196.7 نسمة لكل كيلومتر مربع (509.5/ميل2). وبلغ عدد الوحدات السكنية 148 وحدة بمتوسط كثافة قدره 96.7 لكل كيلومتر مربع (250.5/ميل2).
وتوزع التركيب العرقي للبلدة بنسبة 98.34% من البيض و0.33% من الأمريكيين الأفارقة و0.33% من الأمريكيين الأصليين و1% من عرقين مختلطين أو أكثر و0.33% من الهسبانيون أو اللاتينيون من أي عرق.
بلغ عدد الأسر 128 أسرة كانت نسبة 32.8% منها لديها أطفال تحت سن الثامنة عشر تعيش معهم، وبلغت نسبة الأزواج القاطنين مع بعضهم البعض 46.9% من أصل المجموع الكلي للأسر، ونسبة 14.8% من الأسر كان لديها معيلات من الإناث دون وجود شريك،  بينما كانت نسبة 4.7% من الأسر لديها معيلون من الذكور دون وجود شريكة وكانت نسبة 33.6% من غير العائلات. تألفت نسبة 30.5% من أصل جميع الأسر من عدة أفراد يعيشون في نفس المنزل ونسبة 16.4% كانت تتألف من شخص يعيش بمفرده يبلغ من العمر 65 عاماً أو أكثر. وبلغ متوسط حجم الأسرة المعيشية 2.35، أما متوسط حجم العائلات فبلغ 2.96.
بلغ العمر الوسطي للسكان 37.2 عاماً. وكانت نسبة 27.6% من القاطنين تحت سن الثامنة عشر، وكانت نسبة 7.6% بين الثامنة عشر والرابعة والعشرين عاماً، ونسبة 23.6% كانت واقعةً في الفئة العمرية ما بين الخامسة والعشرين والرابعة والأربعين عاماً، ونسبة 22.6% كانت ما بين الخامسة والأربعين والرابعة والستين، ونسبة 18.6% كانت ضمن فئة الخامسة والستين عاماً فما فوق. وتوزع التركيب الجنسي للسكان بنسبة 48.8% ذكور و51.2% إناث.